# هائیتی امباسادور ایرلاینز
هائیتی امباسادور ایرلاینز (به انگلیسی: Haïti Ambassador Airlines) یک شرکت هواپیمایی با کد یاتا 2T است که در تاریخ ۲۰۰۲ میلادی تأسیس شده است. دفتر مرکزی هائیتی امباسادور ایرلاینز در پورتو پرنس، هائیتی واقع شده‌است و قطب این شرکت هواپیمایی در فرودگاه بین‌المللی توسن لوورتور قرار دارد و به فرودگاه بین‌المللی جان اف کندی، فرودگاه بین‌المللی توسن لوورتور، پرواز مستقیم انجام می‌دهد.